# 南硫磺島原生自然環境保全地域

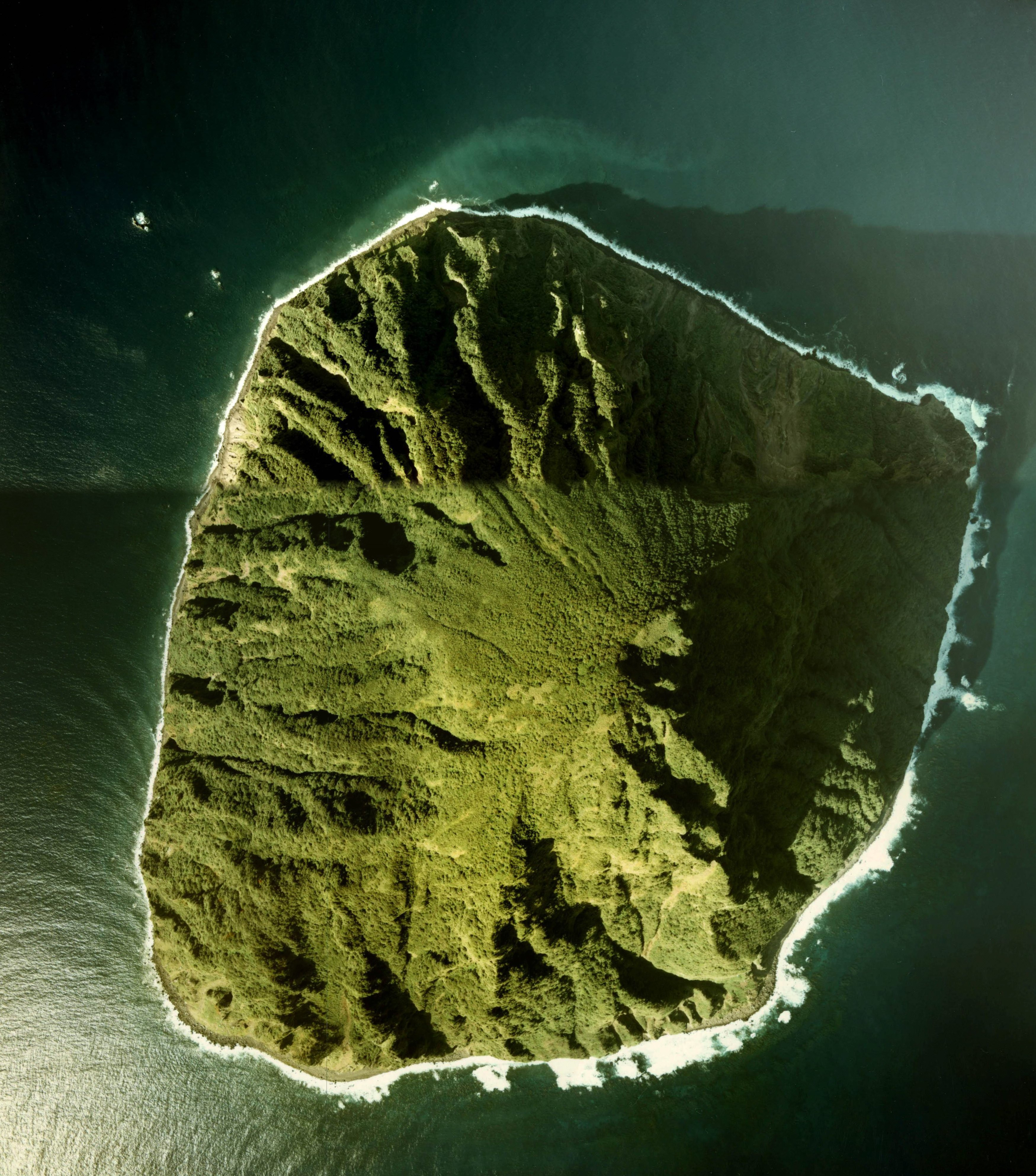
南硫磺島的空中攝影，由國土交通省 國土圖像信息（彩色航空攝影）所創建

南硫磺島原生自然環境保全地域，是一個日本基於自然環境保全法的自然環境保全地域。南硫磺島整個區域被指定，因為保存良好大自然的原始生態，極少數受到人類所影響，原生自然環境保全地域之中，南硫磺島是唯一訪問被限制的區域。

## 南硫磺島的位置
南硫磺島位於東京的南南東方約 1300公里（即北緯24度又13.7分、東経141度又27.7分的位置）。緯度近似於台灣的中部、北回歸線以北。南硫磺島的北方約60公里的所在之處，有著屬於同一系列火山列島的硫磺島，離小笠原諸島的父島大約330公里。此外，在小笠原諸島的父島東南方約540公里处，是马里亚纳群岛的北端的費拉隆德帕賈羅斯島。

## 南硫磺島的地形形成與歷史
南硫磺島，具體而言可延伸到南北方向，全長約1200 公里 ，幅度約400 公里，其島弧作為伊豆小笠原弧的最南部的位置。伊豆群島和構成火山列島的各個島嶼，屬於伊豆小笠原弧的火山暸望台的七島-硫磺島海脊，只不過是258萬8000年前以來第四紀活動的火山，南硫磺島也還被紀載成第四紀根據火山活動所形成的火山島。不過南硫磺島何時誕生成島嶼的形狀並沒有詳細記載，因為從被採集的岩石的分析地磁的反轉無法探測，被認定為數十萬年來持續不斷地更新。
像日本列島一樣的土地，以前大陸和地面鄰接過,後來被稱呼割開的島為大陸島。另一方面從海洋底部根據火山活動而誕生，至今仍未曾與大陸銜接過的海洋島稱之為大洋島。作為伊豆小笠原弧的火山暸望台的七島－屬於硫黃島海脊的南硫磺島，是典型的大洋島。
島的面積是3.67 平方公里 ，周圍約7.5 公里 ，不過是在伊豆群島和小笠原群島中最高峰 916 公尺 的山聳立著，往下俯瞰，幾乎看不出島的海岸線（灣）和海岸的進出，被大小的岩石覆蓋著有5 公尺，海濱的幅度50 公尺，幾乎看不出濱海及沙灘。又在海濱背後兩百多公尺的地方，海蝕懸崖發達。山體的平均斜度達到45度的急斜面，有些山坡地沒有過多侵蝕，反而留下火山體的原型，使西北部的傾斜最為緩慢，不過那個部分斜度也達到30度。又很像是在南硫磺島打地基的特徵，很少看到河口和沼澤地等的淡水系統。
構成南硫磺島的岩石是玄武岩，山頂部直接徑約150 m、深度約30至40公尺的東側有夾層被形成的噴火口。噴火口東側因噴火所崩塌的噴氣活動所留下來的記錄不能至今被認定仍然維持著。山體全部東斜面比西斜面的侵蝕還要前進著。只是在南硫磺島已經確認總共有254個岩脈侵入。

## 雲霧帶的形成
在失事船隻的乘務員以外，至今仍沒有人到南硫磺島持續進行氣象觀測。南硫磺島最接近的硫黃島的氣象數據等，不過南硫磺島能考究山頂的熱帶·亞熱帶常綠闊葉樹林被成立，實際標誌高達約500 公尺以上的高山經常夾雲霧帶的形成，樹幹上所生長的種子植物，羊齒植物，苔植物因雲霧帶掩蓋著，以至於能見度很低。在南硫磺島以外的小笠原群島，雲霧帶覆蓋著北硫磺島和母島，只能些許的看見該山頂的原貌。雲霧林多的南硫磺島生長著稀少的植物，至今仍沒有人到南硫磺島深入研究熱帶·亞熱帶雲霧林中植物的生長情況。

## 南硫磺島與人之間的關係

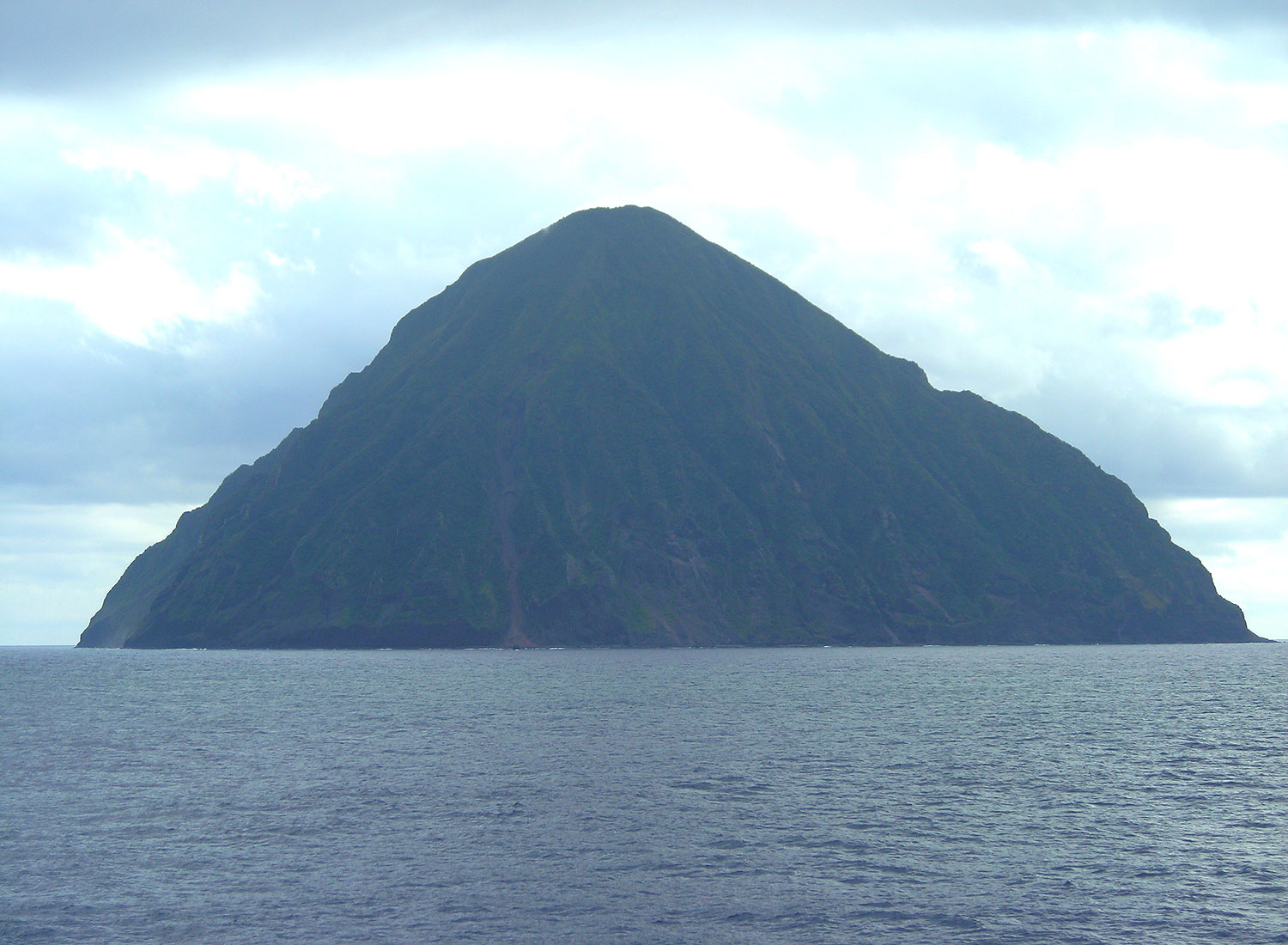
眺望南硫磺島的遠景

南硫磺島，不但珊瑚礁並不發達而且灣道和海幾乎連成一直線，而且遠洋的波浪直接拍打到海岸線上，登陸本身就很困難。從島上觀察，也沒有像皇宮那樣的大小。有著高度916公尺的山聳立於島上，平均斜度45度極為險峻的地形，周圍都是些許的淡水，登陸的記錄少之又少，到目前為止有開發南硫磺島的人員。
南硫磺島於1543年被發現，認為是由西班牙船－太陽·愛好者號位於火山列島所發現的事情。根據此後在北太平洋也航海的船艦被目擊的記錄。1885年（明治18年）末期，起航函館的松尾丸遇難，漂流的結果根據南硫磺島上漂寫，其中3名乘客在南硫磺島上被救助，為期3年半，勉勉強強在南硫磺島過生活是確實的唯一記錄。二次大戰結束之後，緊接著南硫磺島其中一名日本人被美軍發現這樣的話傳達方式並不確實。
原本正打算開發南硫磺島的嘗試到目前為止完全不被進行。從1896年（明治29年）開始北硫磺島的開荒者石野平之丞，能傳遞調查關於構成火山列島的北硫磺島、硫磺島、南硫磺島，之後為北硫磺島的開荒有些微的進展，在1917年（大正6年）時硫黃島的居民從南硫磺島登陸，嘗試了甘蔗等植物的栽培。可是能認為不但上陸本身困難，而且島本身的地形極為險峻，淡水極為缺乏，這樣不良的開發方案使之仍然受到多重阻礙。

### 調査研究的過程
不必經由人的開發，原始的大自然未被摧殘的南硫磺島，不久那個既貴重又原始的自然環境變得更加關注。在1930年（昭和5年）時南硫磺島被開採，在小笠原森林的經營管理署將栽培的植物交付給中井，因此南硫磺島的生物最初被學會帶來。又1935年（昭和10年）10月，由小笠原森林的經營管理署實施植物調查，標高約700 公尺範圍內實施調查，並帶回了多數的植物標本。這是首次在南硫磺島進行學策略調查。
次年1936年（昭和11年）3月，真正的實施植物調查。今天的調查在從島的西南部進行登上山頂到達島的最高位置，從海岸部到山頂部進行調查的上才成功了。此次調查採集了維管束植物89種，南硫磺島植物區系的特徵能變得更加掌握。
1968年（昭和43年）6月小笠原群島回歸大自然之後，人為的影響極為稀少，對於南硫磺島深入的自然環境調查有著高度密切的關心。1969年（昭和44年）7月派遣文部省的調查船進行南硫磺島周邊的鳥類調查，同月東京都建設局公園緑地部的調査船也在南硫磺島進行一個星期的調查。1972年（昭和47年）10月位於南硫磺島成立小笠原国立公園，1972年11月全體維護在南硫磺島中的天然紀念物，1975年（昭和50年）5月，基於維護南硫磺島的原生自然環境所制定的自然環境保全法。

### 鼠類的侵入及居無定所
小笠原群島各個島嶼，作為外來種的鼠類侵入，引起生態系統上的不良影響。譬如戰前在北硫磺島繁殖被確認的褐翅叉尾海燕、煙黑叉尾海燕、背黒水薙鳥等，位於北硫磺島煙黑叉尾海燕的被推定有更多的繁殖能力，父島列島、母島列島、聟島列島大部分都被煙黑叉尾海燕侵入，使土生土長的動物（鳥類、貝類等）都明顯受到波及。目前為止極少數人會去影響到南硫磺島的自然生態，船難和嘗試開墾等人對於南硫磺島的自然生態的影響力毫無關聯。還有一些學者推測鼠類很有可能短距離在海裡就游泳就會有擴大分佈於各島。因此，有一些學者於1982年及2007年進行鼠類的生活有無的策略調查。
1982年調查時，島內設置部分捕獲的陷阱裝置，島的南岸有失事的船隻，已被確認純粹完全不見鼠類被蟲害的事，判斷鼠類並非長年定居。2007年的調查時透過相關裝置的食痕調查證實鼠類的存在，不過可以推測鼠類因沒有日常所需的物品而沒有長年的定居。此報告結果更加顯明的表示極少數人會去影響到南硫磺島的自然生態。

## 爬蟲類、兩生類

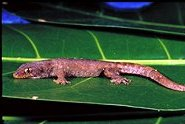
南鳥島壁虎

南硫磺岛，在1982年和2007年的调查时，确认了南鳥島壁虎和小笠原蜥蜴的生活作息。其他的爬虫类及两生類的生活尚未被确认。特別觀察兩生類因自身的困難，好不容易走到陸地的南硫磺島，但還是必須棲息在南硫磺島周圍些許的淡水當中。再說在父岛等地區有外来种侵入的卡羅來納州變色龍，目前卻在南硫磺島上被發現到，外來種的侵入如今仍在搜查當中。
南鳥島壁虎在日本國內的南鳥島生活作息已被確認，在国外密克罗尼西亚的周圍也分布着其生活作息。不過小笠原蜥蜴在亞洲、太平洋、印度洋區塊被認為是布頓蛇蜥的亞種，最近學者認為是獨立種。
为小笠原群島生活的小笠原蜥蜴被確認是位於聟島列島、父島列島、母島列島，個體的遗传变异相當廣泛，一样在火山列岛的南硫磺岛和北硫黃岛也是如此。南硫磺岛的个体是父岛列岛、北硫磺岛，为母岛列岛的个体和遗传都是相互密切的。這些有趣的事實則更加明朗。

## 註腳